# 山慈姑黑粉菌
山慈姑黑粉菌（学名：Ustilago heufleri）是属于黑粉菌目黑粉菌科黑粉菌属的一种真菌，寄生在郁金香属植物上。该种分布于中国、哈萨克斯坦、乌兹别克斯坦、土库曼斯坦、格鲁吉亚、阿塞拜疆、亚美尼亚、伊朗、土耳其、乌克兰、德国、奥地利、英国、南斯拉夫、罗马尼亚、希腊、加拿大、美国等地。